# Doctor Robert
"Doctor Robert" é uma canção dos Beatles originalmente lançada no álbum Revolver (no Reino Unido) e no Yesterday and Today (nos Estados Unidos). A música foi escrita por John Lennon e Paul McCartney ajudou a terminá-la. Foi gravada em 7 tomadas no dia 17 de Abril de 1966 e vocais foram adicionados no dia 19.